# Sarah Morrow

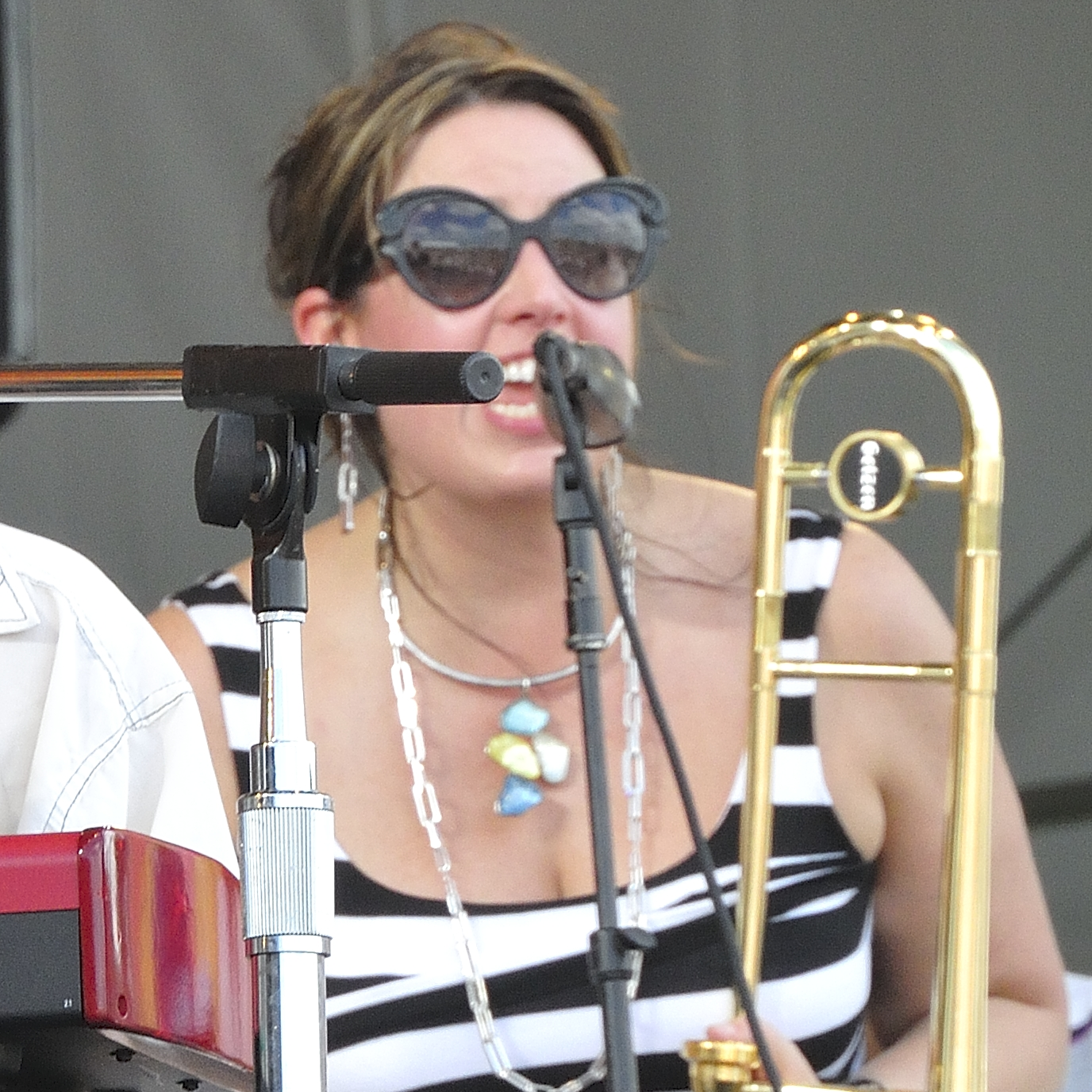
Sarah Morrow in 2012

Sarah Amial Morrow (Houston, Texas, 14 november 1969) is een Amerikaanse tromboniste in de jazz.

## Biografie
Morrow groeide op in Pickerington, Ohio. Ze begon op de klarinet, toen ze twaalf jaar was koos ze ervoor in de schoolband trombone te gaan spelen. Op haar zeventiende ontdekte ze de jazz. Ze studeerde communicatiewetenschappen aan de Ohio University. Naast ander werk speelde ze in jazzbands en in het Dayton Symphony Orchestra, waar ze ontdekt werd door Ray Charles die met het orkest een paar keer optrad. Ze werd hierna de eerste vrouwelijke speelster in het orkest van de zanger, in de periode 1995-1997. Ze werkte met funkmusici als Foley McCreary, Bootsie Collins, Cat Fish Collins, Fred Wesley, Jabo Starks en Clyde Stubblefield. In 1998 begeleidde ze Dee Dee Bridgewater in Europa, als lid van het orkest van Cecil Bridgewater. Daarnaast trad ze op met Rico Rodriguez. Ze toerde in Europa als lid van het Duke Ellington Orchestra.
In 1999 speelde ze met een eigen groep op festivals in Frankrijk, in 2001 en 2002 toerde ze in Europa. In 2005 kreeg ze op het Ierse Guinness Jazz Festival een Rising Star Award. Verder toerde ze met James Spaulding en met het octet van David Murray.

## Discografie (selectie)
- Green Light 2000 (met Antoine Roney, James Hurt, Ugonna Okegwo, Jaz Sawyer, Kazi Oliver)
- Standards and Others Stories... 2002 (met Jesse Davis, David Murray en Anne Ducros)
- Sarah Morrow and the American All-Stars in Paris (2005 met Hal Singer, Rhoda Scott, Wayne Dockery, John Betsch e.a.)
- Elektric Air (2007 met Robert Glasper, Derrick Hodges, Chris Dave en Jahi Sundance)

- Library of Congress Control Number: no2006077618
- MusicBrainz: 10d675b2-a66d-4ce2-9d30-9ee101969bde
- Virtual International Authority File: 51446326
- WorldCat: E39PBJvhkK6rKKRRWQYMC68Hmd